# Deila Boni
Deila Boni (Verona, 17 febbraio 1981) è una dirigente sportiva ed ex calciatrice italiana, di ruolo attaccante, Team Manager della prima squadra del Fortitudo Mozzecane.

## Carriera

### Club
Deila Boni vanta numerose presenze nei vari livelli del campionato italiano femminile di calcio, giocando in Serie A nelle stagioni 2006-2007, con il Porto Mantovano, e 2009-2010, con il Fortitudo Mozzecane, collezionando con quest'ultima squadra nei vari tornei 324 presenze e 259 reti siglate che ne fanno la giocatrice più longeva e prolifica della società veneta.
Dopo aver comunicato il suo ritiro dal calcio giocato nel 2014, ricoprendo incarichi di dirigente e responsabile delle comunicazioni on line della Fortitudo Mozzecane, durante la stagione 2017-2018 decide di riprendere l'attività agonistica venendo inserita in rosa con la squadra che partecipa al campionato di Serie B.

## Palmarès
- Campionato italiano di Serie A2: 2

Porto Mantovano: 2005-2006
Fortitudo Mozzecane: 2008-2009
- Campionato italiano di Serie B: 1

Fortitudo Mozzecane: 2007-2008 (terzo livello)